# Пољопривреда Совјетског Савеза
Пољопривреда у Совјетском Савезу је била углавном колективизована, са ограниченом обрадом приватних парцела. Често се сматра једним од неефикаснијих сектора привреде Совјетског Савеза. Бројне таксе на храну (продразверстка, продналог и др.) уведени су у раном совјетском периоду упркос Декрету о земљишту који је одмах уследио после Октобарске револуције. Присилна колективизација и класни рат против (нејасно дефинисаних) „кулака“ под стаљинизмом увелико су пореметили пољопривредну производњу 1920-их и 1930-их, доприносећи совјетској глади 1932-33 (нарочито Холодомору у Украјини). Систем државних и колективних фарми, познатих као совхози, односно колхози, ставио је сеоско становништво у систем који је требало да буде невиђено продуктиван и правичан, али који се показао хронично неефикасним и недостатком правичности. Под администрацијама Никите Хрушчова, Леонида Брежњева и Михаила Горбачова, многе реформе (као што је Хрушчовљева кампања за Девичанство) су спроведене као покушаји да се отклони неефикасност стаљинистичког пољопривредног система. Међутим, марксистичко-лењинистичка идеологија није дозвољавала коегзистирање било каквог значајног тржишног механизма уз централно планирање, тако да је део приватне парцеле совјетске пољопривреде, који је био њен најпродуктивнији, остао ограничен на ограничену улогу. Током својих каснијих деценија, Совјетски Савез никада није престао да користи значајне делове племенитих метала који су сваке године ископани у Сибиру за плаћање увоза житарица, што су различити аутори узимали као економски показатељ који показује да пољопривреда земље никада није била тако успешна колико би требало да су. Прави бројеви су, међутим, у то време третирани као државна тајна, тако да је прецизна анализа учинка сектора била ограничена изван СССР-а и скоро немогуће да се састави унутар његових граница. Међутим, совјетски грађани као потрошачи били су упознати са чињеницом да су намирнице, посебно месо, често биле приметно оскудне, до те мере да је ограничавајући фактор њиховог животног стандарда не толико недостатак новца колико недостатак ствари за куповину.
Упркос огромним земљишним ресурсима, екстензивној пољопривредној машини и агрохемијској индустрији, и великој сеоској радној снази, совјетска пољопривреда је била релативно непродуктивна. Производњу су у многим областима ометала клима и ниска продуктивност радника. Међутим, учинак совјетске фарме није био једнако лош. Широко организована и релативно високо механизована, њена државна и колективна пољопривреда учинила је Совјетски Савез једним од водећих светских произвођача житарица, иако су лоше жетве (као 1972. и 1975. године) захтевале увоз и успоравале привреду. Петогодишњи план 1976–1980 пребацио је ресурсе на пољопривреду, а 1978. је забележила рекордну жетву. Услови су били најбољи у умереном појасу чернозема (црне земље) који се протезао од Украјине преко јужне Русије на исток, обухватајући крајње јужне делове Сибира. Поред житарица, памук, шећерна репа, кромпир и лан такође су били главни усеви. Овакав учинак показао је да основни потенцијал није недостајао, што није било изненађујуће с обзиром на то да је пољопривреда у Руској империји традиционално била међу најпродуктивнијим у свету, иако се друштвени услови на селу од Октобарске револуције једва да су побољшани. Житарице су углавном производили совхози и колхози, али поврће и зачинско биље често су долазили са приватних парцела.

## Историја
Лав Троцки и опозициони блок заговарали су програм индустријализације који је такође предлагао пољопривредне задруге и формирање колективних фарми на добровољној основи. Према Фицпатрику, научни консензус је био да је Стаљин присвојио позицију леве опозиције по питањима као што су индустријализација и колективизација. Други научници су тврдили да се економски програм Троцког разликовао од присилне политике колективизације коју је спровео Стаљин после 1928. због нивоа бруталности повезаних са његовом применом.
Током грађанског рата у Русији, искуство Јосифа Стаљина као политичког шефа разних региона, који је спроводио диктате ратног комунизма, укључивало је вађење жита од сељака, укључујући вађење на нишану од оних који нису подржавали бољшевичку (црвену) страну рата (као што су Бели и Зелени). Након житне кризе током 1928. године, Стаљин је успоставио систем државних и колективних фарми у СССР-у када је заменио Нову економску политику (НЕП) колективном земљорадњом, која је груписала сељаке у колективне фарме (колхози) и државне фарме (совхози). Ови колективни фарми су омогућили бржу механизацију, и заиста, у овом периоду је по први пут у многим деловима СССР-а дошло до широко распрострањене пољопривредне машинерије и брзог опоравка пољопривредних производа, који су били оштећени у Руском грађанском рату. И производња житарица и број домаћих животиња порасли су изнад нивоа пре грађанског рата до почетка 1931. године, пре него што је велика глад поткопала ове првобитно добре резултате.
У исто време, индивидуална пољопривреда и хутири су ликвидирани класном дискриминацијом идентификовањем таквих елемената као што су кулаци. У совјетској пропаганди кулаци су приказивани као контрареволуционари и организатори антисовјетских протеста и терористичких аката. У Украјини је усвојен турски назив "коркулу", што је значило "опасан". Сама реч је за Украјину страна. Према Украјинској совјетској енциклопедији, борба са кулацима у Украјини се одвијала интензивније него било где другде у Совјетском Савезу.
Случајно са почетком Прве „пјатилетке“ (петогодишњи план), створен је нови комесаријат Совјетског Савеза, познатији као Наркомзем (Народни комесаријат за обраду земље) на челу са Јаковом Јаковљевом. После говора о колективизацији који је Стаљин одржао у Комунистичкој академији, није било конкретних упутстава како је тачно требало да се спроведе, осим ликвидације кулака као класе. Стаљинова револуција је била један од фактора који су довели до тешке совјетске глади 1932-33, познатије у Украјини као Холодомор. Званични совјетски извори окривљују за глад контрареволуционарне напоре кулака, иако за ову тврдњу има мало доказа. Још један фактор који је допринео глади који сугеришу неки историчари били су лоши временски услови и лоша жетва. Глад је почела у Украјини у зиму 1931. године и упркос недостатку било каквих званичних извештаја, вести су се брзо шириле од уста до уста. За то време власти су поставиле ограничења за путовање железницом. Тек следеће године, 1932-33, глад се проширила ван Украјине на пољопривредне регионе Русије и Казахстана, док се „замрачење вести наставило“. Глад је довела до увођења интерног пасошког система, због неуправљивог прилива миграната у градове. Глад је коначно окончана 1933. године, након успешне жетве. Колективизација је настављена. Током другог петогодишњег плана, Стаљин је 1935. смислио још један чувени слоган: „Живот је постао бољи, живот је постао веселији“. Рационирање је укинуто. Године 1936, због лоше жетве, страх од још једне глади довео је до чувено дугих редова за хлеб. Међутим, до такве глади није дошло, а ови страхови су се показали углавном неоснованим.
Током другог петогодишњег плана, у оквиру политике „културне револуције“, совјетске власти су установиле новчане казне које су наплаћиване од пољопривредника. Цитирајући Сигелбаумов стахановизам у својој књизи Свакодневни стаљинизам, Фицпатрик је написала: „... у округу у Вороњешкој области, један председник сеоског совјета изрекао је новчане казне члановима колхоза у укупном износу од 60.000 рубаља 1935. и 1936. године: „Он је казнио све изговор и по сопственом нахођењу – што се не јавља на посао, што не похађа часове описмењавања, што 'непристојан језик', што псе не везује... Колхозник МА Горшков је кажњен са 25 рубаља због чињенице да „у његовој колиби подови нису били опрани“.

### Хрушчовљева ера 1955-1963
Никита Хрушчов је био врхунски стручњак за пољопривредну политику и посебно се осврнуо на колективизам, државне фарме, ликвидацију машинско-тракторских станица, децентрализацију планирања, економске подстицаје, повећање улагања у рад и капитал, нове усеве и нове производне програме. Хенри Форд је био у центру америчког трансфера технологије у Совјетски Савез 1930-их; послао је фабричке дизајне, инжењере и веште занатлије, као и десетине хиљада Форд трактора. До 1940-их Хрушчов је био веома заинтересован за америчке пољопривредне иновације, посебно на великим породичним фармама на Средњем западу. Педесетих година 20. века послао је неколико делегација да посете фарме и колеџе за доделу земљишта, посматрајући успешне фарме које су користиле сорте семена високог приноса, веома велике и моћне тракторе и друге машине, све вођене савременим техникама управљања. Нарочито након своје посете Сједињеним Државама 1959. године, био је веома свестан потребе да се угледа, па чак и да парира америчкој супериорности и пољопривредној технологији.
Хрушчов је постао хипер-ентузијастичан крсташ да узгаја кукуруз (кукуруз). Основао је институт за кукуруз у Украјини и наредио да се хиљаде хектара засаде кукурузом у Девичанским земљама. Више од 1,5 милиона људи отишло је у Казахстан, област Волге, Сибир и планине Урал. Године 1955. Хрушчов је заговарао кукурузни појас у стилу Ајове у Совјетском Савезу, а совјетска делегација је тог лета посетила америчку државу. Шефу делегације је пришао фармер и продавац семена кукуруза Розвел Гарст, који га је наговорио да посети Гарстову велику фарму. Ајован је посетио Совјетски Савез, где се спријатељио са Хрушчовом, а Гарст је продао СССР- 5.000 short tons (4.500 t) семенског кукуруза. Гарст је упозорио Совјете да узгајају кукуруз у јужном делу земље и да обезбеде довољне залихе ђубрива, инсектицида и хербицида. То, међутим, није учињено, јер је Хрушчов настојао да сади кукуруз чак и у Сибиру, и то без неопходних хемикалија. Експеримент са кукурузом није био велики успех, а он се касније жалио да су претерано одушевљени званичници, у жељи да му удовоље, пресадили без постављања одговарајућег темеља, и „као резултат тога, кукуруз је дискредитован као силажна култура — као и ја“.
Хрушчов је настојао да укине Машинско-тракторске станице (МТС) које не само да су поседовале већину великих пољопривредних машина као што су комбајни и трактори, већ су пружале и услуге као што је орање, и пренеле њихову опрему и функције на колхозе и совхозе (државне фарме). После успешног теста који је укључивао МТС који је опслуживао по један велики колхоз, Хрушчов је наредио постепену транзицију — али је потом наредио да се промена изврши великом брзином. За три месеца затворено је више од половине објеката МТС-а, а колхози су морали да купе опрему, без попуста за старије или дотрајале машине. Запослени у МТС-у, не желећи да се вежу за колхозе и изгубе бенефиције за државне службенике и право да промене посао, побегли су у градове, стварајући мањак вештих оператера. Трошкови машинерије, плус трошкови изградње складишта и резервоара за гориво за опрему, осиромашили су многе колхозе. Неадекватне одредбе су направљене за поправне станице. Без МТС-а, тржиште совјетске пољопривредне опреме се распало, пошто колхози сада нису имали ни новца ни квалификованих купаца за куповину нове опреме.
Током 1940-их Стаљин је поставио Трофима Лисенка за пољопривредна истраживања, са његовим лудим идејама које су омаловажавале савремену генетичку науку. Лисенко је задржао свој утицај под Хрушчовом и помогао је да се блокира усвајање америчких техника. Хрушчов је 1959. објавио циљ да престигне Сједињене Државе у производњи млека, меса и путера. Локални званичници су обрадовали Хрушчова нереалним обећањима о производњи. Ове циљеве су испунили фармери који су клали своја расплодна стада и куповали месо у државним продавницама, а затим га поново продавали влади, вештачки повећавајући забележену производњу. У јуну 1962. цене хране су повећане, посебно меса и путера, за 25–30%. То је изазвало незадовољство јавности. У јужном руском граду Новочеркаску (Ростовска област) ово незадовољство је прерасло у штрајк и побуну против власти. Побуну је угушила војска. Према совјетским званичним извештајима, 22 особе су погинуле, а 87 рањено. Поред тога, 116 демонстраната је осуђено за умешаност, а седам њих погубљено. Информације о побуни су у СССР-у биле потпуно потиснуте, али су се прошириле Самиздатом и нарушиле репутацију Хрушчова на Западу.
Суша је погодила Совјетски Савез 1963. године; жетва од 107.500.000 short tons (97.500.000 t) житарица је пала са врха од 134.700.000 short tons (122.200.000 t) 1958. године. Несташице су резултирале редовима за хлеб, што је Хрушчов испрва чувао. Оклевајући да купује храну на Западу, али суочен са алтернативом широко распрострањене глади, Хрушчов је исцрпео националне девизне резерве и део својих залиха злата потрошио на куповину житарица и других намирница.

## Пољопривредна радна снага
Стаљинова кампања присилне колективизације ослањала се на прописку да би сељаци били везани за земљу. Колективизација је била главни фактор који објашњава лош учинак сектора. О њему се говорило као о облику „нео- кметства “, у коме је комунистичка бирократија заменила бивше земљопоседнике. У новим државним и колективним фармама, спољне директиве нису узеле у обзир локалне услове узгоја, а од сељака се често захтевало да доставе већи део својих производа за номинално плаћање.
Такође, мешање у свакодневне послове сељачког живота често је изазвало огорченост и отуђење радника широм села. Људски страдали су били веома велики, са милионима, можда чак 5,3 милиона, који су умрли од глади углавном због колективизације, а много стоке су сељаци заклали за сопствену потрошњу. У колективним и државним фармама ниска продуктивност рада била је последица читавог совјетског периода. Као и у другим привредним секторима, влада је промовисала стахановизам као средство за побољшање продуктивности рада. Овај систем је био узбудљив за неколицину радника који су имали и таленат и сујету да учине да перформансе свих осталих изгледају лоше, али већина радника га је генерално сматрала обесхрабрујућим и обликом полирања јабука, посебно у каснијим деценијама синдиката, када је социјалистички идеализам умро међу редовима. Такође је имао тенденцију да буде деструктиван по државну капиталну опрему, која је била разбијена и убрзо одложена уместо да буде добро одржавана.
Совхози су тежили да наглашавају производњу већег обима него колхози и имали су могућност да се специјализују за одређене усеве. Влада је тежила да их снабдева бољом механизацијом и ђубривима, не само зато што их је совјетска идеологија сматрала вишим степеном на скали социјалистичке транзиције. Машинске и тракторске станице су основане имајући у виду „нижи облик“ социјалистичке фарме, колхозе, јер им се у почетку није веровало власништво над сопственом капиталном опремом (превише „капиталистички“) нити им се веровало да знају. како га добро користити без детаљног упутства. Продуктивност рада (и заузврат приходи) је имала тенденцију да буде већа на совхози. Радници у државним фармама примали су плате и социјална давања, док су они на колхозима углавном примали део нето прихода њихове фарме, делимично засноване на успеху жетве и њиховом индивидуалном доприносу.
Иако заузима мали удео обрадивих површина, приватне парцеле су производиле значајан део меса, млека, јаја и поврћа у земљи.
Приватне парцеле су такође биле важан извор прихода сеоских домаћинстава. Године 1977. породице колхоза су добијале 72% меса, 76% јаја и већину кромпира из приватних поседа. Вишак производа, као и вишкови стоке, продавани су колхозима и совхозима, а такође и државним потрошачким задругама. Статистички подаци могу заправо недовољно да представљају укупан допринос приватних парцела совјетској пољопривреди. Једини пут када су приватне парцеле биле потпуно забрањене било је током колективизације, када је глад однела милионе живота.

## Ефикасност или неефикасност колективне пољопривреде
Тема да Совјетски Савез није постизао довољно добре резултате у свом пољопривредном сектору и да је највише руководство требало да предузме значајне акције да то исправи, била је тема која је прожимала совјетску економију током читавог животног века Уније. Од 1920-их до 1940-их, прва варијација на ову тему била је да контрареволуционарно субверзивно уништавање треба да буде откривено и насилно потиснуто. Касних 1950-их до 1970-их, фокус се померио на недостатак технократске финесе, са идејом да ће паметније технократско управљање ствари поправити. До 1980-их, коначна варијација теме била је бифуркација између људи који су желели да суштински уздрмају номенклатурни систем и оних који су желели да удвоструче његово окоштавање.
Након што је Стаљин умро и тројка се са закашњењем појавила, Георгиј Маленков је предложио пољопривредне реформе. Али 1957. Никита Хрушчов је постигао чистку те тројке и почео да предлаже своје реформе, од којих је најпознатија кампања Девичанских земаља. Током и после Хрушчовљевог премијерског мандата, Алексеј Косигин је желео да реорганизује совјетску пољопривреду уместо да повећава инвестиције. Он је навео да се за главни разлог неефикасности у сектору може окривити инфраструктура сектора. Када је постао председавајући Савета министара, могао је да води совјетску економску реформу из 1965. године.
Теорија која стоји иза колективизације укључивала је не само да ће она бити социјалистичка умјесто капиталистичка, већ и да ће замијенити мале немеханичке и неефикасне фарме које су тада биле уобичајене у Совјетском Савезу са великим механизованим фармама које би производиле храну далеко ефикасније. Лењин је видео приватну пољопривреду као извор капиталистичког менталитета и надао се да ће фарме заменити или совхозима који ће фармере учинити „пролетерским“ радницима или колхозима који ће барем бити колективни. Међутим, већина посматрача каже да су, упркос појединачним успесима, колективне фарме и совхози били неефикасни, а пољопривредни сектор је био слаб кроз историју Совјетског Савеза.
Хедрик Смит је у Русима (1976) написао да је, према совјетским статистикама, једна четвртина вредности пољопривредне производње 1973. произведена на приватним парцелама које су сељаци дозвољавали (2% целе обрадиве земље). Осамдесетих година 20. века 3% земље је било у приватним парцелама које су производиле више од четвртине укупне пољопривредне производње. односно приватних парцела је произведено негде око 1600% и 1100% колико и парцела у заједничком власништву 1973. и 1980. године. Совјетски подаци су тврдили да су Совјети 1980-их производили — % више од САД по пољопривреднику.
Ово је било упркос чињеници да је Совјетски Савез уложио огромна средства у пољопривреду. Трошкови производње су били веома високи, а СССР је имао широку несташицу хране иако је земља имала велики удео најбољег пољопривредног земљишта на свету и висок однос земљишта и становништва.
Тврдње о неефикасности критиковао је неомарксистички економиста Џозеф Е. Медли. Статистике засноване на вредности, а не на обиму производње, могу дати један поглед на стварност, пошто је храна у јавном сектору била у великој мери субвенционисана и продата по много нижим ценама него производи у приватном сектору. Такође, 2 — 3% обрадивог земљишта додељеног као приватне парцеле не укључује велику површину која је додељена сељацима као испаша за њихову приватну стоку; у комбинацији са земљом која се користи за производњу житарица за сточну храну, пашњаци и појединачне парцеле чине скоро 20% свих совјетских пољопривредних површина. Приватна пољопривреда такође може бити релативно неефикасна, узимајући отприлике 40% укупне пољопривредне радне снаге да би произвела само 26% укупне производње по вредности. Други проблем је што ове критике имају тенденцију да говоре само о малом броју производа широке потрошње и не узимају у обзир чињеницу да су колхози и совхози производили углавном жито, памук, лан, сточну храну, семе и другу непотрошачку робу са релативно ниском потрошњом. вредност по јединици површине. Овај економиста признаје извесну неефикасност совјетске пољопривреде, али тврди да је неуспех који је пријавила већина западних стручњака био мит. Он сматра да су горе наведене критике идеолошке и наглашава „могућност да социјализована пољопривреда може дати вредан допринос побољшању људског благостања“.

## У популарној култури
Совјетска култура је представљала агро- романтичарски поглед на живот на селу. После распада Совјетског Савеза, поново је насмејан у албумима и видео записима молдавске групе Здоб си Здуб.

## Истраживања
Царска Петровска пољопривредна академија је преузета током Револуције и преименована у Московски пољопривредни институт. (Данас познат као Руски државни аграрни универзитет – Московска пољопривредна академија Тимирјазев). Један од његових дипломаца био је Николај Вавилов, који је наставио да даје велики допринос – иако контроверзно током Стаљинове владавине. Лисенко није волео Вавилова, али је након његове смрти био признат као херој совјетских пољопривредних истраживања и, заиста, пољопривредних наука широм света.
Према законодавству Врховног Совјетског Савеза,  експерименталне парцеле /поље пољопривредних истраживања и пољопривредне образовне институције биле су неприкосновене, нису смеле да буду заплењене и пренамене чак ни од стране државних органа. Изузетке су могле правити ретко и само СССР или саме републичке владе.